# Догматизм
Догмати́зм (от др.-греч. δόγμα «мнение, учение; решение») — способ мышления, оперирующий догмами (считающимися неизменными вечными положениями, не подвергаемыми критике) и опирающийся на них.
Для догматизма характерны некритичность по отношению к догмам (отсутствие критики и сомнений) и консерватизм мышления (неспособность воспринимать информацию, противоречащую догмам), слепая вера в авторитеты.
Термин «догматизм» применяется в сфере политики, религии и философии.

## Религия
Религиозный догматизм характерен для религий, требующих веры в догматы, утверждаемые в качестве непреложных истин и обязательных для всех верующих.

## Философия
В философии догматизмом называется характеристика философского учения или разновидность философских учений. Философское учение догматично, если оно принимает какие-либо основоположения в качестве абсолютно достоверных и соответствующих действительности без какой-либо предварительной проверки и возможности изменения. Несовместимыми с догматизмом учениями являются скептицизм и критицизм.

### Скептицизм
Происхождение самого философского термина «догматизм» связано с античной философией. Древнегреческие скептики (Пиррон и Секст Эмпирик), отрицая возможность достижения истинного знания, называли «догматиками» всех философов, выдвигавших и защищавших какие бы то ни было утверждения (догмы) о вещах как таковых (субстанциях). Быть может, обо всём познаваемом желательно говорить «мне так кажется». Быть может, стоит сомневаться в том, что есть на самом деле.
Пирронисты (скептики) эпохи Возрождения и раннего Нового времени критиковали с помощью скептических аргументов и обвиняли в догматизме разные учения, прежде всего перипатетиков (то есть схоластов, которые считались последователями Аристотеля).

### Критическая философия
В Новое время Иммануил Кант назвал «догматической» всю рационалистическую философию от Декарта до Христиана Вольфа за создание философских учений без предварительного исследования возможностей и предпосылок знания, исследования пределов познавательных способностей человека, то есть без решения вопроса о том, насколько человек способен познать истину. Изложенная им в «Критике чистого разума» критическая философия положила начало философскому критицизму.
Начиная с утверждения, что прежде построения философской системы необходимо подвергнуть критике наши познавательные способности, Кант приходит к выводу, что познающий субъект не может познать вещи сами по себе, а познаёт только явления, закономерности организации которых принадлежат самому познающему субъекту. Поэтому метафизика как догматическое положительное знание о вещах самих по себе невозможна.

### Гегельянство и марксизм
Г. В. Ф. Гегель также критиковал догматическую метафизику, собственно в его философии термины «догматизм» и «метафизика» являются синонимами. В понимании Гегеля догматизм — это односторонне рассудочное мышление, которое догматически принимает только одну сторону диалектического противоречия и, как таковое, противостоит диалектике.
Догматизм в более узком смысле состоит в том, что удерживаются односторонние рассудочные определения и исключаются противоположные определения <…> диалектическое мышление <…> не имеет в себе таких односторонних определений и не исчерпывается ими, а как целостность, содержит внутри себя совместно те определения, которые догматизм признает в их раздельности незыблемыми и истинными.
Эта критика догматизма была воспринята от Гегеля и диалектическим материализмом.

## Политика
В политической сфере «догматизм» является расхожим политическим клише. В частности, коммунисты использовали ярлык догматизма в паре с ярлыком ревизионизма: «ревизионизм» означал недопустимую степень изменения марксистского учения, а «догматизм» — недопустимую неизменность.